# Матричный элемент
Матричным элементом квантово-механического оператора {\displaystyle {\hat {A}}} называется выражение 
{\displaystyle \langle i|{\hat {A}}|j\rangle =\int \psi _{i}^{*}{\hat {A}}\psi _{j}d\tau },
где {\displaystyle \psi _{i(j)}} - две различные волновые функции, которые обычно выбираются из определенного ортонормированного базиса, а интегрирование проводится по пространству, определенном всеми переменными системы. 

## Матричный элемент произведения двух операторов
Если {\displaystyle |I\rangle } составляют ортонормированный базис, то, воспользовавшись условием полноты базиса, можно записать 
{\displaystyle \langle i|{\hat {A}}{\hat {B}}|j\rangle =\sum _{k}\langle i|{\hat {A}}|k\rangle \langle k|{\hat {B}}|j\rangle },
что соответствует правилу умножения матриц.

## Значение в квантовой механике
Исторически понятие матричного элемента сложилось в период развития матричной механики Гейзенберга, в 
рамках которой квантово-механическая система описывалась целиком бесконечным набором возможных состояний, взаимодействие между которыми задавалась посредством определенной матрицы, тоже в общем бесконечного ранга. После открытия уравнения Шредингера, были выведены приведенные выше общие правила для получения матричных элементов. 
Матричными элементами в основном описываются амплитуды вероятности перехода квантово-механической системы из одного состояния в другое. 